# 盧科沃
48°19′11″N 23°12′39″E / 48.31972°N 23.21083°E
盧科沃（烏克蘭語：Луково）是位於烏克蘭西部外喀爾巴阡州裏貝雷霍韋區的村莊，始建於1500年，面積20.96平方公里，海拔高度167米，2001年人口1,558，人口密度每平方公里740人。